# Christian Bukky
Christian Bukky, także Krzysztof Bucki (ur. 29 kwietnia 1676 w Gdańsku, zm. 1705 tamże), lekarz gdański.

## Życiorys
Nauki pobierał początkowo w rodzinnym Gdańsku, gdzie był uczniem Marienschule i Gimnazjum Akademickiego. W półroczu zimowym 1693/1694 rozpoczął studia na wydziale lekarskim królewieckiej Albertyny (datę 14 stycznia 1696 nosi akt ponownej immatrykulacji). Po kilku latach wyjechał na dalszą naukę do Lipska, zgłębiając wiedzę z anatomii i chirurgii; w Lipsku ogłosił rozprawę De modo demonstrandi veritatem in rebus naturalibus, napisaną pod kierunkiem gdańszczanina Gabriela Groddecka. Dyplom doktora medycyny uzyskał w 1700 w Utrechcie, gdzie przedstawił dysertację De medicina stercoraria.
W 1701 powrócił do Gdańska. Praktykował jako lekarz, ale nie zaniedbywał pracy naukowej, ogłaszając kolejne prace. Były to m.in. Obs. de hepate (totius corporis) gallinae maculatae et ponderoso (1704) oraz De atrophia totius corporis ex obstructione glandularum mesenterii orta (1704). Tematyka oraz wnioski anatomopatologiczne z tej ostatniej rozprawy pozwalają uznać Bukkego za dobrze wykształconego i nowoczesnego lekarza.